# Teotônio Vilela
Teotônio Vilela est une municipalité brésilienne dans l'État de l'Alagoas.